# Riffelalptram
Riffelalptram (RiT) er en sporvejslinie mellem Riffelalp Station på Gornergratbanen og Hotel Riffelalp i Wallis i Schweiz. Beliggende i over 2.200 meters højde er den Europas højest beliggende sporvej og med en længde på 675,31 meter desuden en af de korteste. Sporvejen er kun i drift fra juni til oktober. Sporvidden er 800 mm.

## Historie
Da man planlagde og anlagde Gornergratbanen mellem Zermatt og Gornergrat, var det ikke muligt at komme helt tæt på Hotel Riffelalp. I stedet fik den i 1898 åbnede tandhjulsbane station nogle hundrede meter fra hotellet. For at skaffe gæsterne en bekvem vej til hotellet, planlagde hotelpioneren Alexander Seiler derfor en kort forbindelsesvej mellem station og hotel. Stridigheder mellem Seiler og myndighederne i Zermatt forhindrede imidlertid erhvervelsen af dent nødvendige areal til vejen. I stedet ansøgte Seiler om koncession på en sporvejslinie og fik den kort efter af forbundsregeringen. Det betød at Zermatt måtte bøje ind og sælge Seiler det nødvendige areal, da koncessionen også gav ret til tilegnelse af dette.
Efter kort byggetid kunne Riffelalptram sættes i drift 13. juli 1899. Strækningen havde en længde på 469 meter, en sporvidde på 800 mm og blev drevet ved hjælp af et system med to køreledninger med 550 volt jævnstrøm. Der anskaffedes en motorvogn til passagerer og en til rejsegods og andet gods. Der var ikke direkte tilslutning til Gornergratbanen, da denne var anlagt med 1.000 mm sporvidde, men ved stationen var der til gengæld mulighed for umiddelbar omstigning.
Indtil 1960 kørte sporvejen i sommermånederne, mens der om vinteren indsattes hestetrukne slæder, i det omfang Gornergratbanen i øvrigt var i drift. Sporvejsdriften fik imidlertid en brat afslutning, da hotellet brændte ned til grundmurene natten mellem 14. og 15. februar 1961. Materiellet var opmagasineret for vinteren i et depot ved stationen og overlevede derfor ubeskadigede. De blev senere sat op i Zermatt. Sporene blev liggende i en årrække men blev fjernet i 1980'erne.
I 1998 begyndte bygningen af en nyt hotel, og i den forbindelse skulle Riffelalptram atter sættes i drift. Sporene blev nyanlagt, idet man dog samtidig forlængede strækningen med en sløjfe ved hotellet, så strækningslængden nu blev på 675 meter. Sporvidden blev endnu engang 800 mm. Systemet med to køreledninger kunne man til gengæld ikke længere bruge, da lovgivningen var ændret i mellemtiden, og i stedet køres derfor på batterier. Heller ikke de to vogne fra 1899 kunne bruges længere, og bortset fra nogle dekorative dele blev de derfor ophugget. I stedet byggede to nye motorvogne til passagerer samt en godsvogn. Med dem blev sporvejen genåbnet 15. juni 2001.
Riffelalptram er i drift fra midten af juni til midten af oktober mellem kl. 11 og kl. 16.